# St. Severin (Schwadorf)

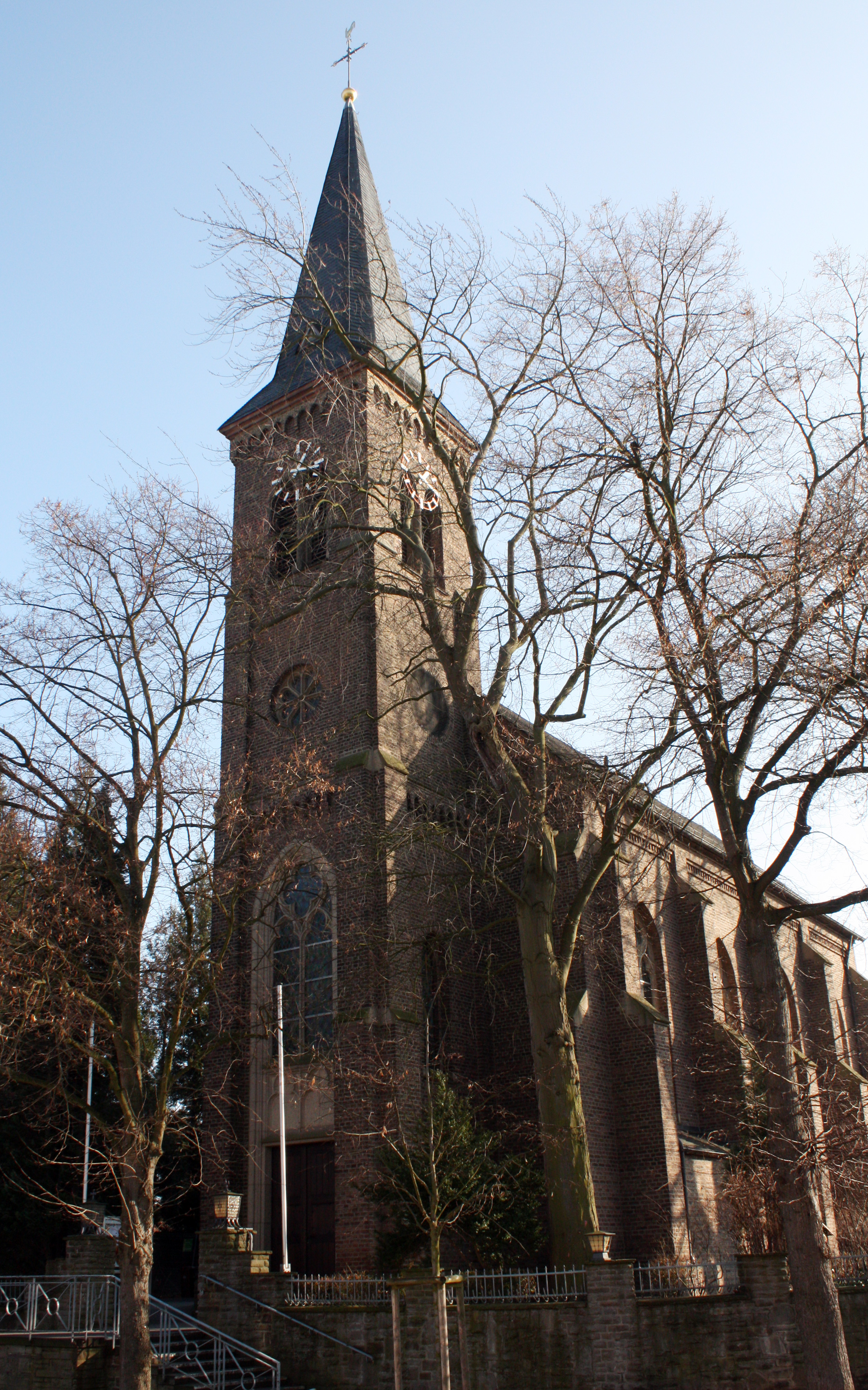
St. Severin

Die römisch-katholische Pfarrkirche St. Severin in Schwadorf, dem südlichsten Stadtteil von Brühl, wurde im Jahr 1875 erbaut. Sie ersetzte einen ebenfalls 1875 niedergelegten mittelalterlichen Vorgängerbau.

## Geschichte
Wahrscheinlich liegt der Ursprung einer ersten Kirche im 12. Jahrhundert. In diesem ließ das Kölner Stift St. Severin in Schwadorf eine kleine Kirche bauen, die unter dem Patrozinium des heiligen Bischofs Severin von Köln stand. Diese Kirche, oder zumindest ihr Altar, wurden vom Kölner Erzbischof Philipp I. von Heinsberg während seiner Amtszeit zwischen 1167 und 1191 geweiht. Dies ging aus einem unverletzt geborgenen Siegel des Bischofs hervor, welches während der Abbrucharbeiten an der alten Schwadorfer Kirche im Jahr 1875 im Reliquienschrein des Altars gefunden wurde. Die entdeckten Reliquien und das bischöfliche Siegel Philipps, sowie dessen verfasste, in einer Bleikapsel vorgefundene Inschrift, wurden durch Weihbischof Johann Anton Friedrich Baudri als authentisch anerkannt.

### Pfarrei St. Severin
Schwadorf mit seiner Pfarrei gehörte ehemals zum Dekanat Ahr-Gau und wurde während der französischen Herrschaft im Jahr 1807 mit der Pfarrei Walberberg als Filialkirche vereinigt. Im Jahr 1862 erhielt die Kirche durch den damaligen Kölner Erzbischof Johannes von Geissel ihre Selbstständigkeit als Pfarrei zurück. Mit dieser Erhebung gehörte die Pfarrei dem Dekanat Brühl an.

### Vorgängerbau der heutigen Kirche

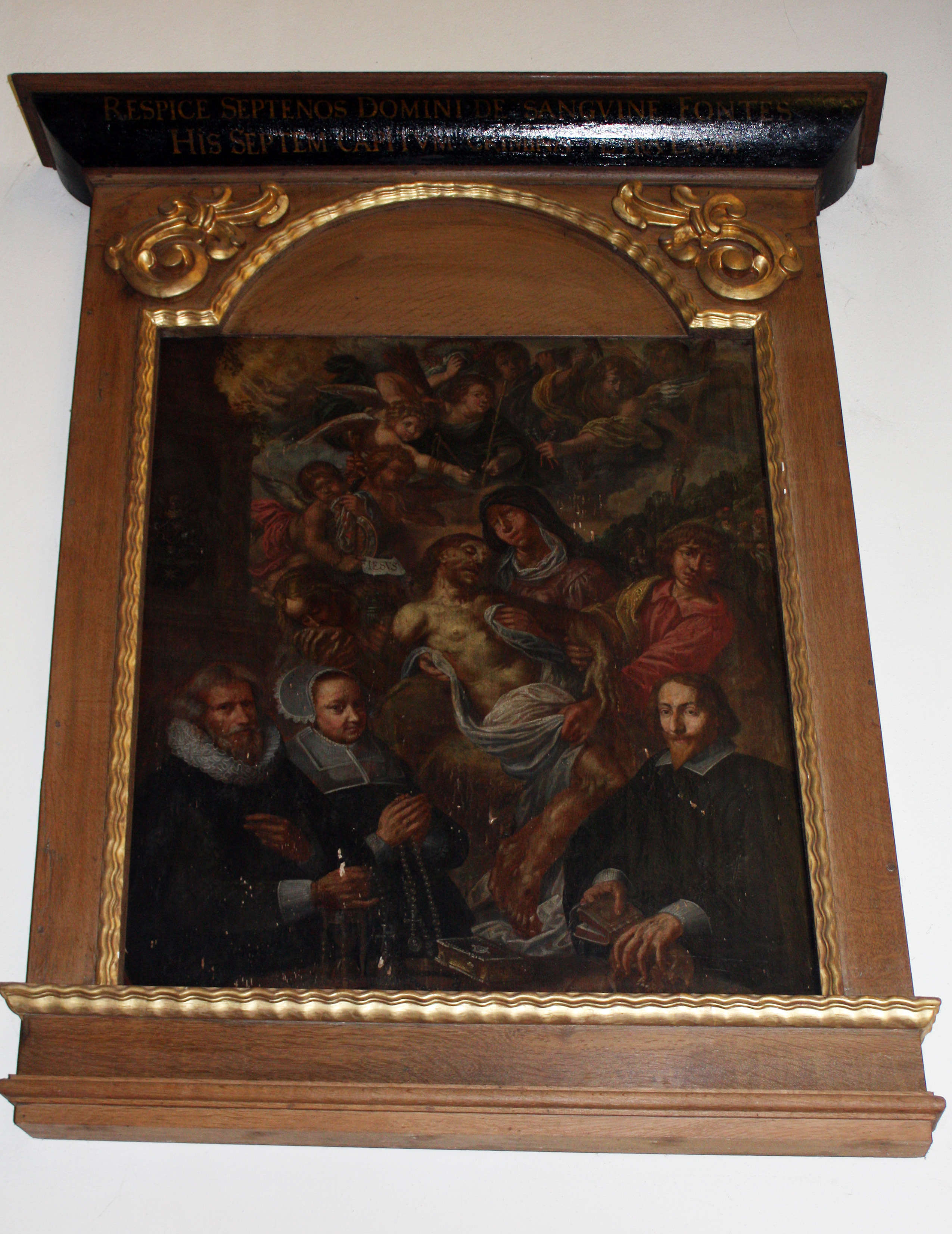
Kreuzabnahme Jesu um 1830. Das der Kirche vermachte Gemälde hing wahrscheinlich schon in der alten Kirche. Es zeigt im unteren Bereich die Spenderfamilie Spürk, die damaligen Besitzer des Schwadorfer Komarhofes.

Das 1875 niedergelegte und ebenfalls dem heiligen Severin geweihte Bauwerk war ein schlichtes, einschiffiges, tonnengewölbtes Gotteshaus. Die äußere Form dieser alten Kirche hatte keinen charakteristischen Baustil, lediglich einzelne romanische Rundbogenfenster verwiesen auf eine alte Baugeschichte. Ehemals vorhandene, seitliche Abhänge (niedrige, Seitenschiffen ähnelnde Anbauten), waren schon vor langer Zeit abgebrochen worden (Rosellen gab einen Zeitraum von vor über 100 Jahren an), sodass dies beschränkte Platzangebot dem Anwachsen der gläubigen Bevölkerung dieser Zeit nicht mehr ausreichte und ein größerer Kirchenbau erforderlich wurde.

### Die neugotische Kirche
Nach der Grundsteinlegung im Mai 1874 konnte schon im Oktober 1875 die neue Kirche eingeweiht werden. Das von dem Deutzer Kommunal–Baumeister Müller entworfene Bauwerk wurde einschiffig, mit rotbraunem Backstein in neugotischem Stil erbaut. Rosellen gab folgende Maße des Bauwerks in Fuß an: Die jetzige Kirche ist 60 Fuß lang, 37 Fuß breit; das Chor 20 Fuß lang. Die Höhe im Inneren beträgt 35 Fuß. […] der Glockenthurm hat eine Höhe von 120 Fuß.
Für den Glockenstuhl der neuen Kirche konnten zwei der drei Glocken aus der Vorgängerkirche weiter verwandt werden. Die unbrauchbare ließ man einschmelzen und legte den Erlös bis zur Anschaffung eines späteren Ersatzes rentabel an. Geweiht waren die übernommenen Glocken der Muttergottes und dem heiligen Severin.
Neben einer Spende der wohlhabende Familie Spürk in Höhe von 5000 Talern betrugen die von der Zivilgemeinde aufgebrachten Baukosten der Kirche 16.000 Taler, oder ungerechnet 48.000 Reichsmark.

## Baubeschreibung
Das nicht in traditioneller Weise geostete Bauwerk schließt im Süden mit einer 3/8 Rundung des Chores ab. Die Nordseite erhielt einen ihm vorgesetzten quadratischen und die Kirche überragenden Turm. Dieser beginnt an seiner Frontseite mit dem mittigen Portal, über dem sich ein größeres, über gotischer Ornamentik eingefügtes und mit Maßwerk versehenes Spitzbogenfenster anschließt. Der nach einem umlaufenden Gesims folgende Turmabschnitt ziert ihn mit kreisrunden Fenstern. Über einer weiteren Gesimsgliederung folgt das Geschoss mit der Glockenstube. Über diesem, auf allen Seiten mit gepaarten Rundbögen der Schallöffnungen versehenen Glockenstube, schließt der Turm mit einem umlaufenden Bogenfries und folgendem Gesims ab. Darüber erhebt sich ein spitzer Helm, der von einem, vergoldeten Wetterhahn gekrönt ist.

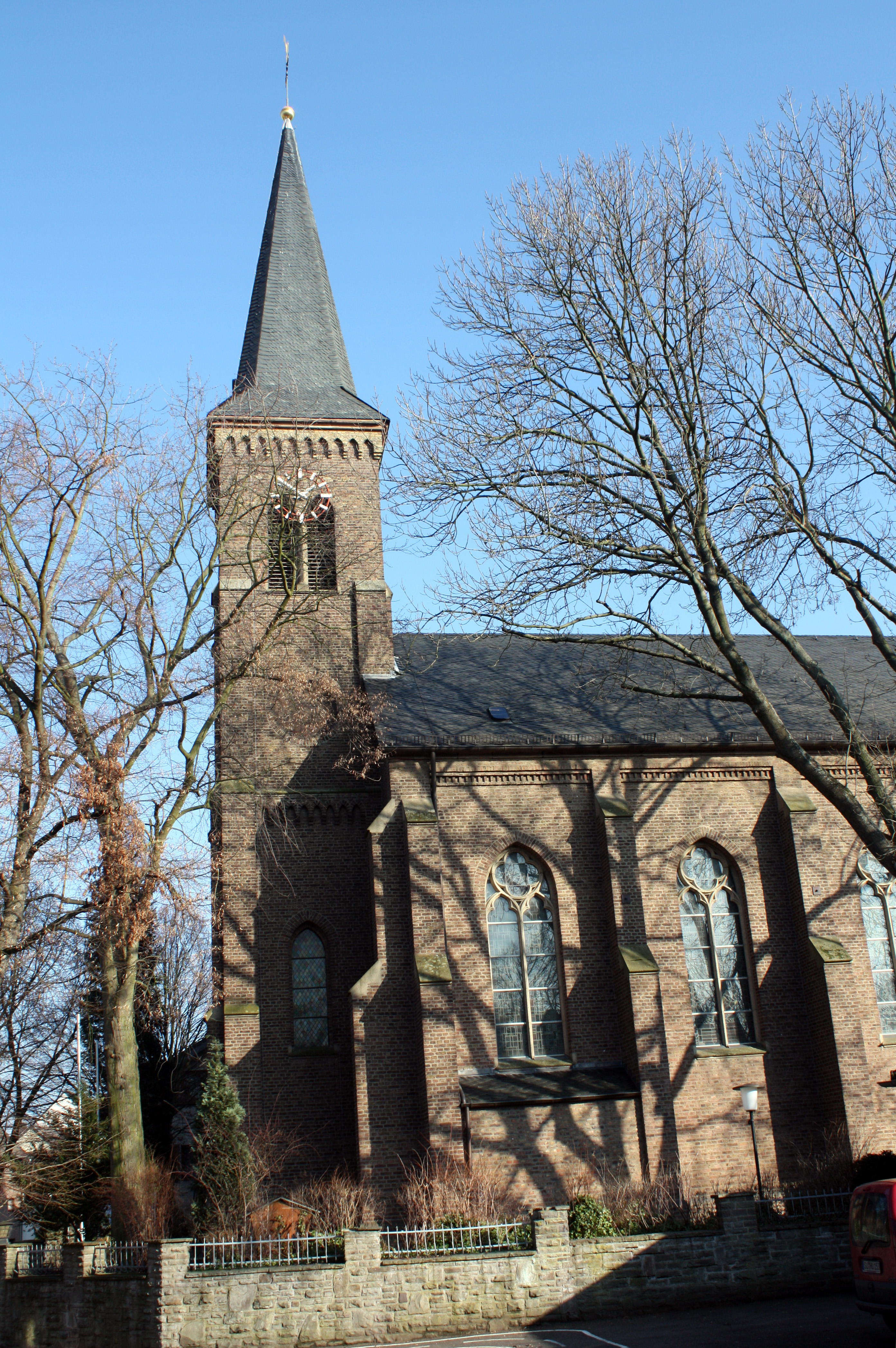
Sankt Severin
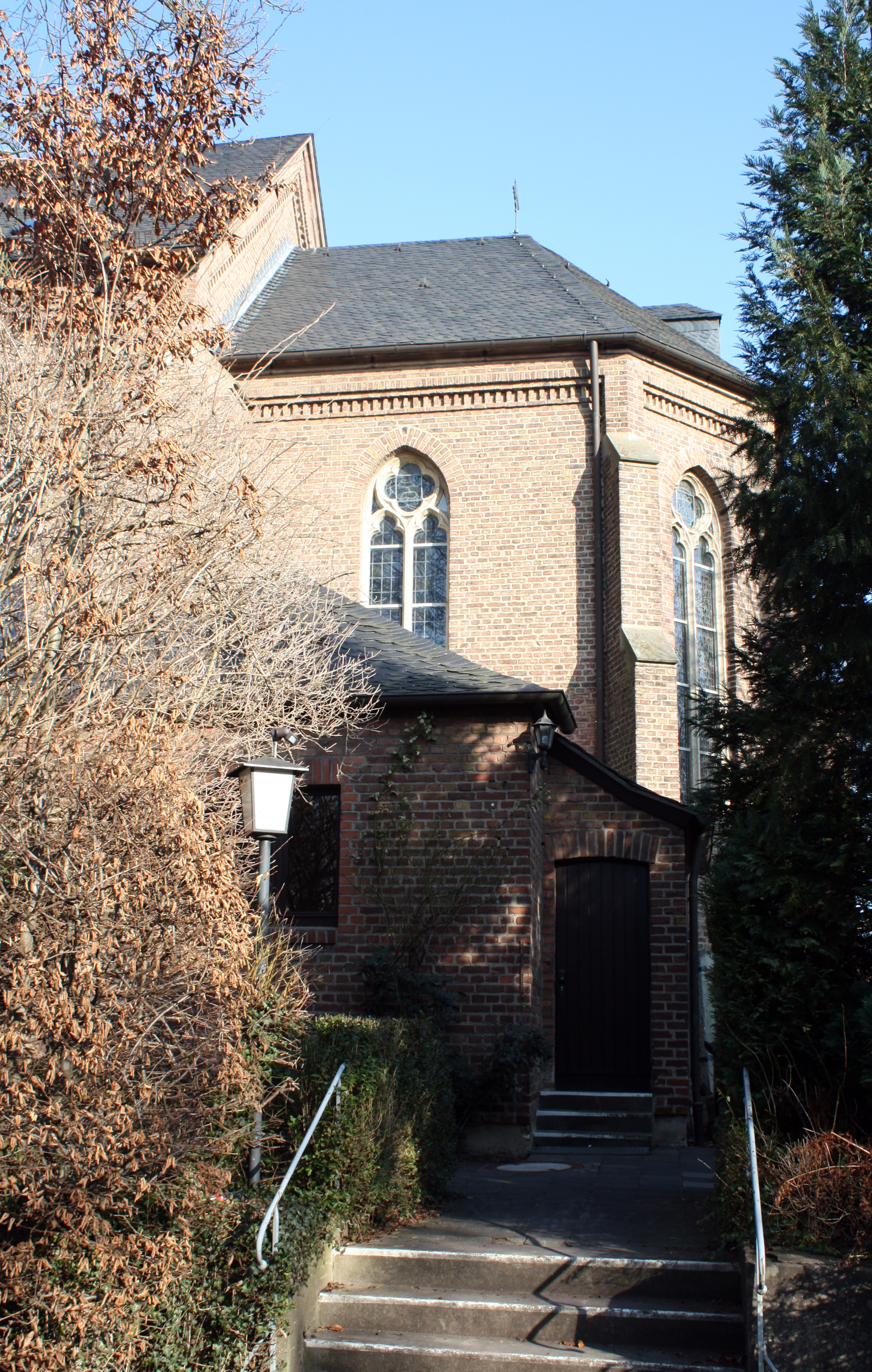
Chor und Sakristeianbau
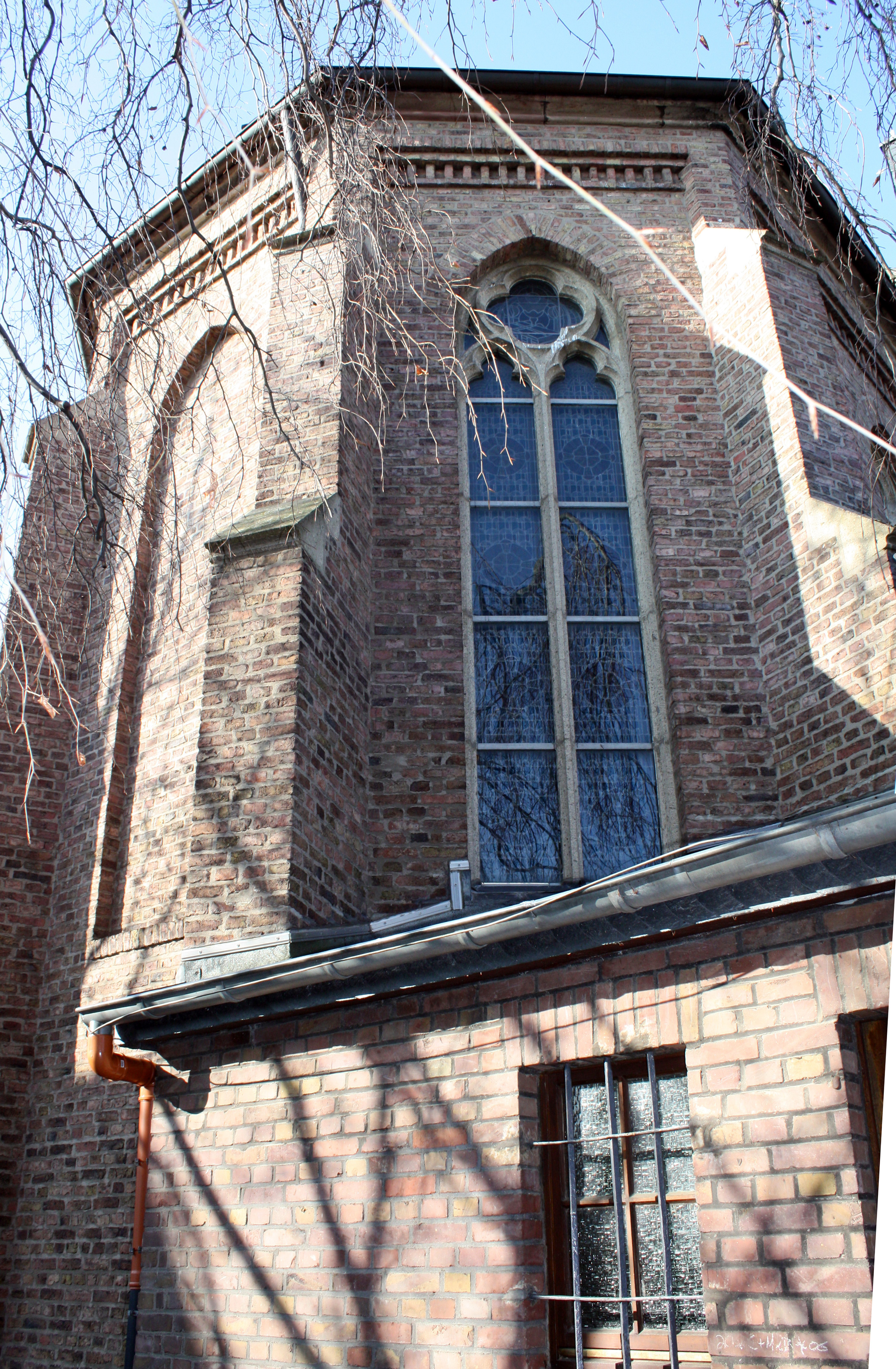
Chordetail
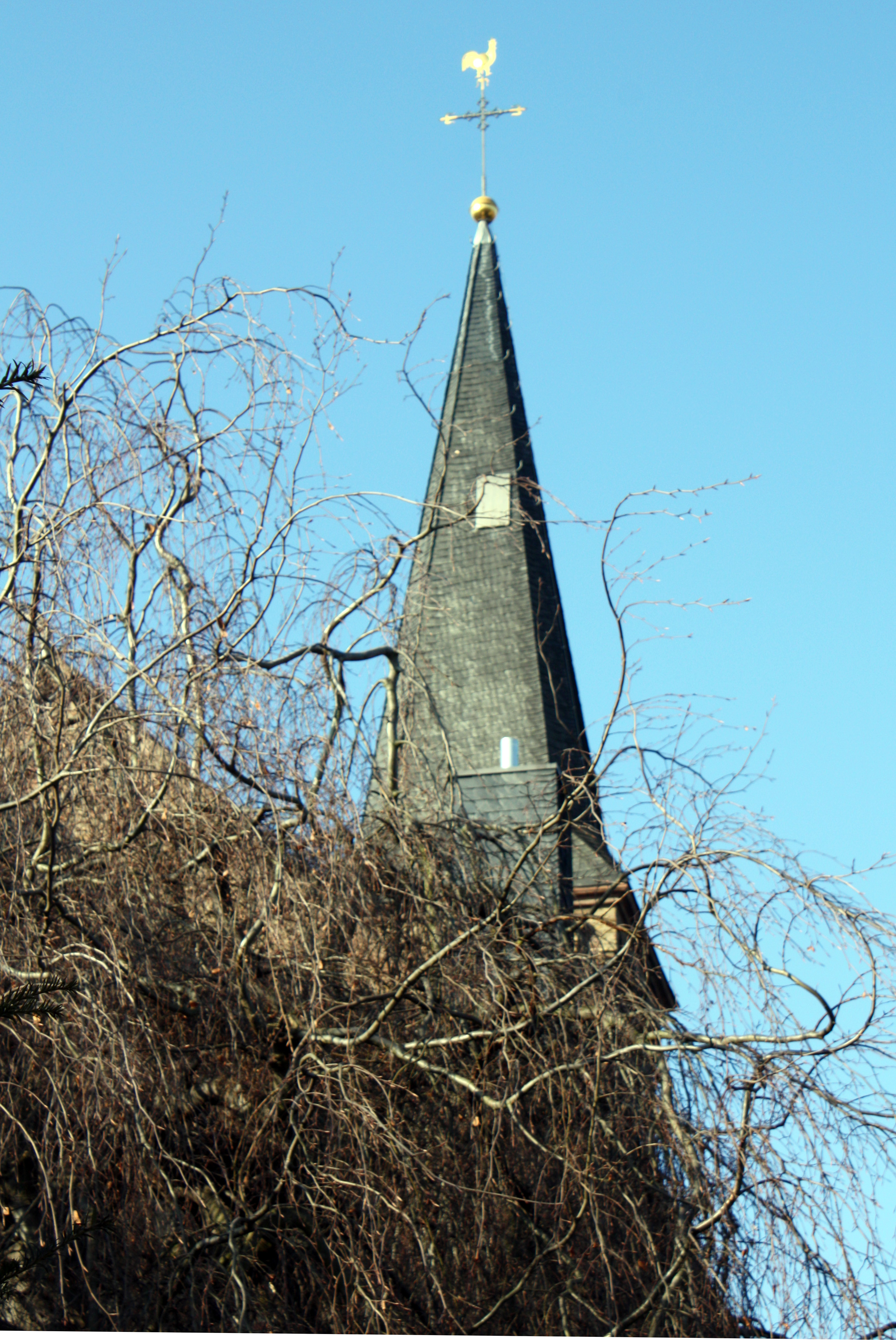
Turmhelm von Süden

Langhaus und Chor haben ebenfalls ein umlaufendes, das Mauerwerk abschließende Fries. Durch die etwas unter diesem und dem dann beginnenden Satteldach endenden, abgestuften Strebepfeiler gliedert sich das Kirchenschiff auf. Zwischen den Strebepfeilern wurden hohe, in neugotischem Stil gearbeitete Spitzbogenfenster in das Mauerwerk eingelassen. Diese mit Maßwerk versehenen Fenster stellen in schönen Farbkompositionen überwiegend biblische Motive dar. Die Verglasung stammt jedoch nur zum Teil aus dem Beginn des 20. Jahrhunderts. Viele der Glasarbeiten gingen durch die Einwirkungen des letzten Krieges verloren und mussten ersetzt werden. Dem eingezogenen Chor wurde an seiner Südwestseite eine Sakristei mit separatem äußerem Zugang angefügt.

### Innenarchitektur und Inventar
Man betritt das Bauwerk von der Nordseite, einige Treppenstufen erhöht über der nach einem ehemaligen Pfarrer benannten Herman-Fassbender-Straße, durch ein massives Holzportal. Den kleinen Vorraum des Turmes verlässt man durch eine Glastüre, und befindet sich unter der flach eingezogenen Balkendecke der Orgelempore, im ersten Jochabschnitt des Kirchenschiffes. Dieses ist in vier Joche unterteilt worden und hat, wie der sich anschließende Chorraum, ein eingezogenes, auf Konsolen ruhendes Kreuzrippengewölbe, dessen Druck von den äußeren Strebepfeilern aufgefangen wird.

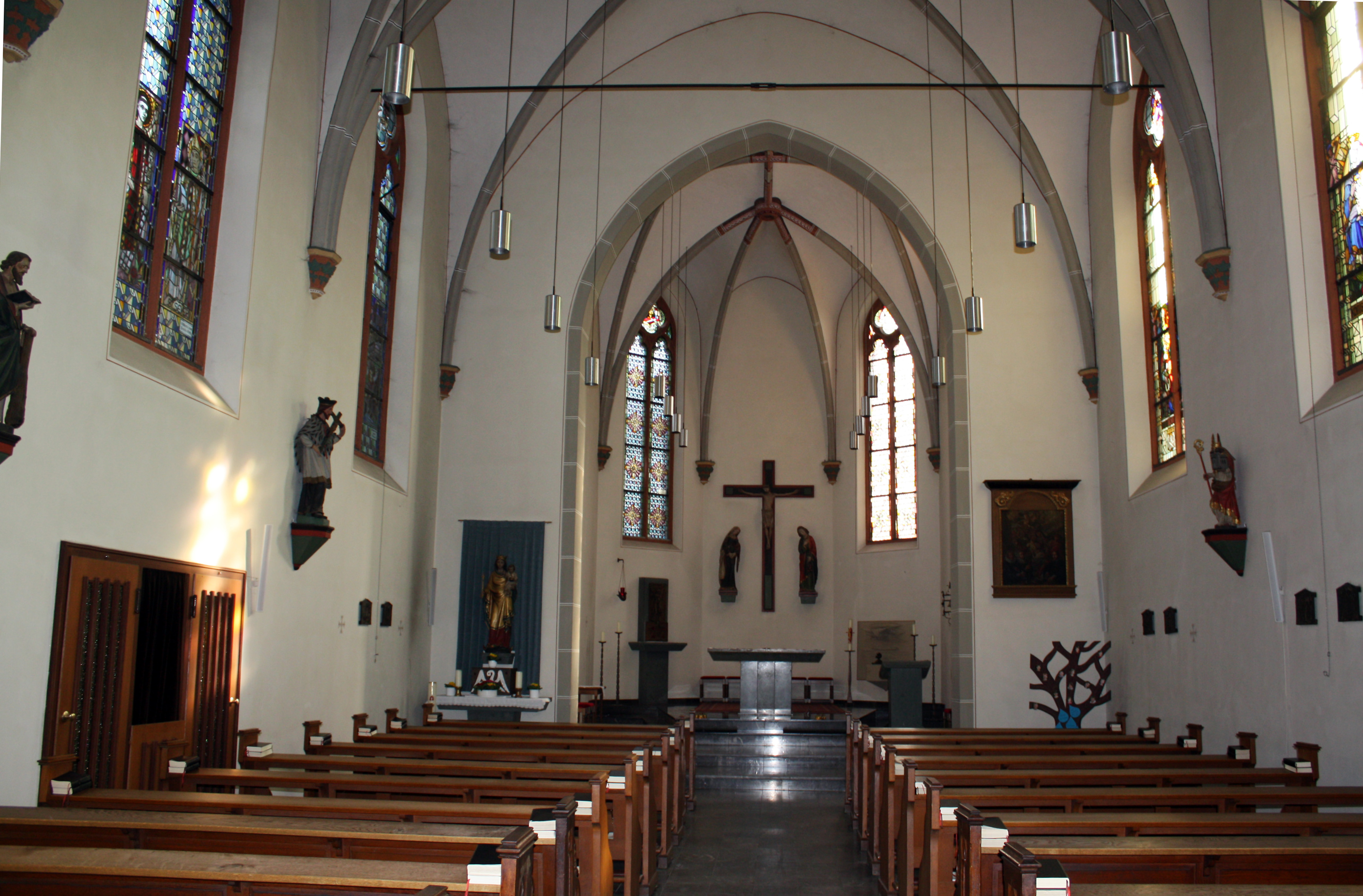
Kirchenschiff und Chor
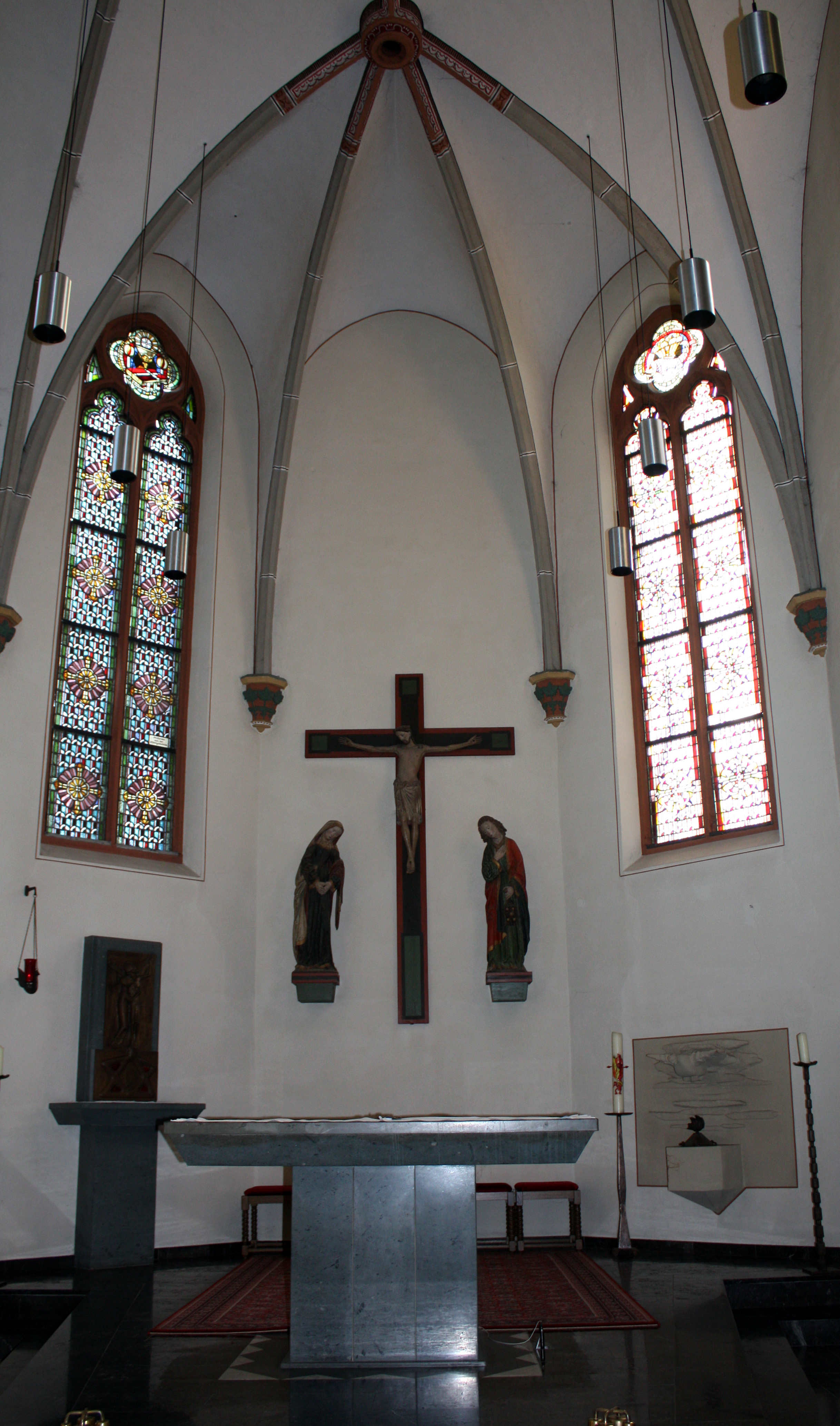
Chor und Altartisch
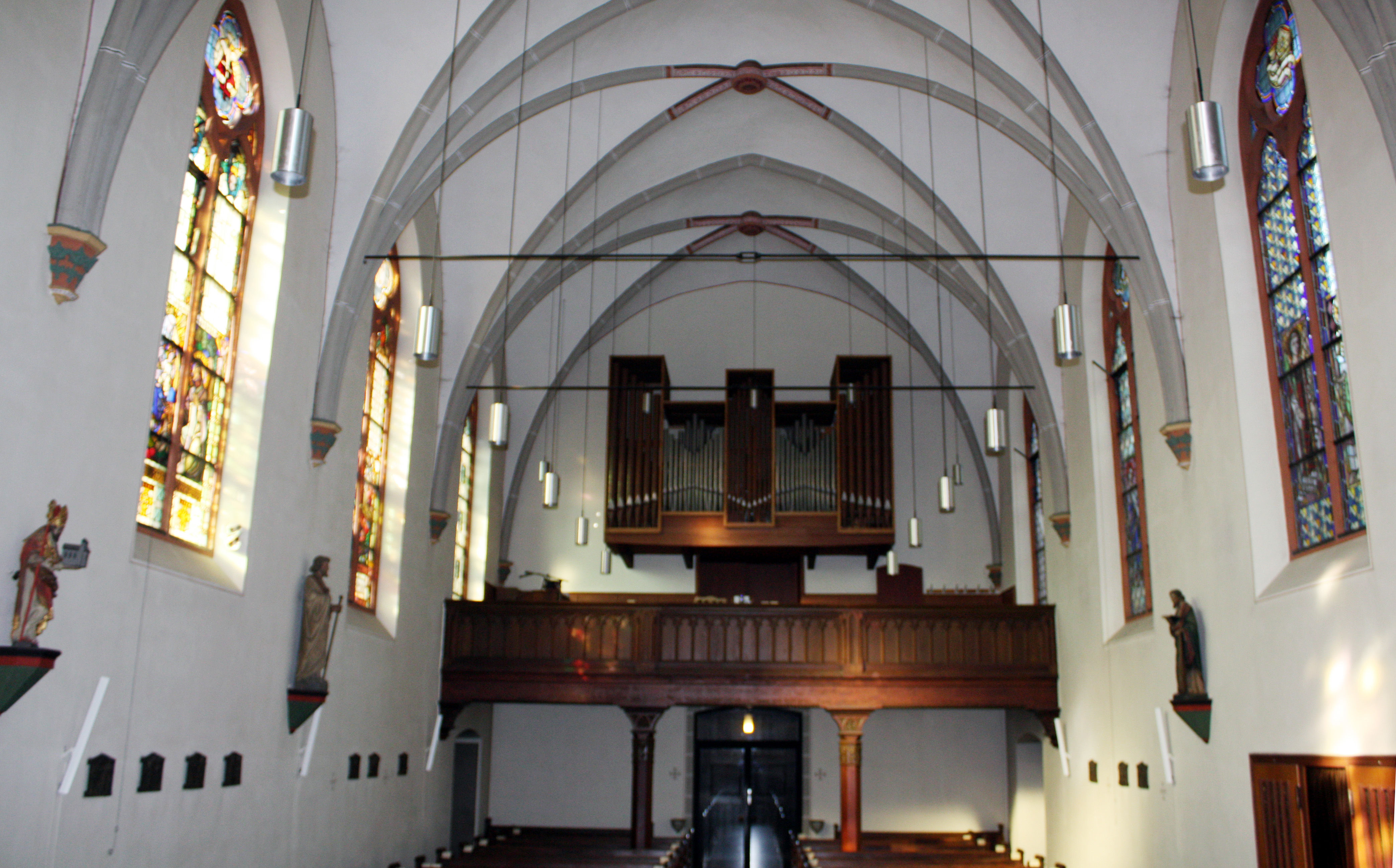
Orgelempore

Ein von Bänken flankierter Mittelgang führt auf dunkel gefliestem Boden bis an den, um einige Stufen erhöhten, teilweise modern ausgestatteten Chorbereich. In ihm befinden sich neben der sehr alten Kreuzigungsgruppe ein in die Chorwand eingelassener Taufstein, der 1961 von dem Kölner Künstler Paul Nagel geschaffen wurde, ein freistehender Tabernakel sowie ein moderner Altartisch. Ein mit einem Mikrofon ausgestattetes Pult ersetzt eine wohl ehemals vorhandene Kanzel. An den seitlichen Wänden, unterhalb der mit biblischen Motiven ausgestatteten Fenster, sind mit kleinen Bildtafeln, die von dem Kölner Künstler Egino Weinert geschaffen wurden, einzelnen Kreuzwegstationen angebracht worden. Neben beidseitig an den Wänden angebrachten Heiligenfiguren ist in der östlichen Seite ein moderner Beichtstuhl eingefügt worden. Das Kirchenschiff endet an den nur recht schmalen Wandflächen des eingezogenen Chorbereichs, den Stellplätzen der ehemaligen Seitenaltäre.

#### Altäre
Die Kirche war ehemals mit drei in gotischem Stil geschaffenen Altären ausgestattet. Der Hauptaltar war zu Ehren des heiligen Kreuzes errichtet worden, wobei dieser (Kreuzaltar) aus einem kunstvollen Kruzifix bestand, dem Maria und Johannes zur Seite gestellt wurden. Die Arbeiten entstammten der alten Bornheimer Kirche und werden heute in das 15. Jahrhundert datiert. Vor der an der südlichen Chorwand angebrachten Kreuzigungsgruppe ist heute ein schlichter, moderner Altartisch aufgestellt.

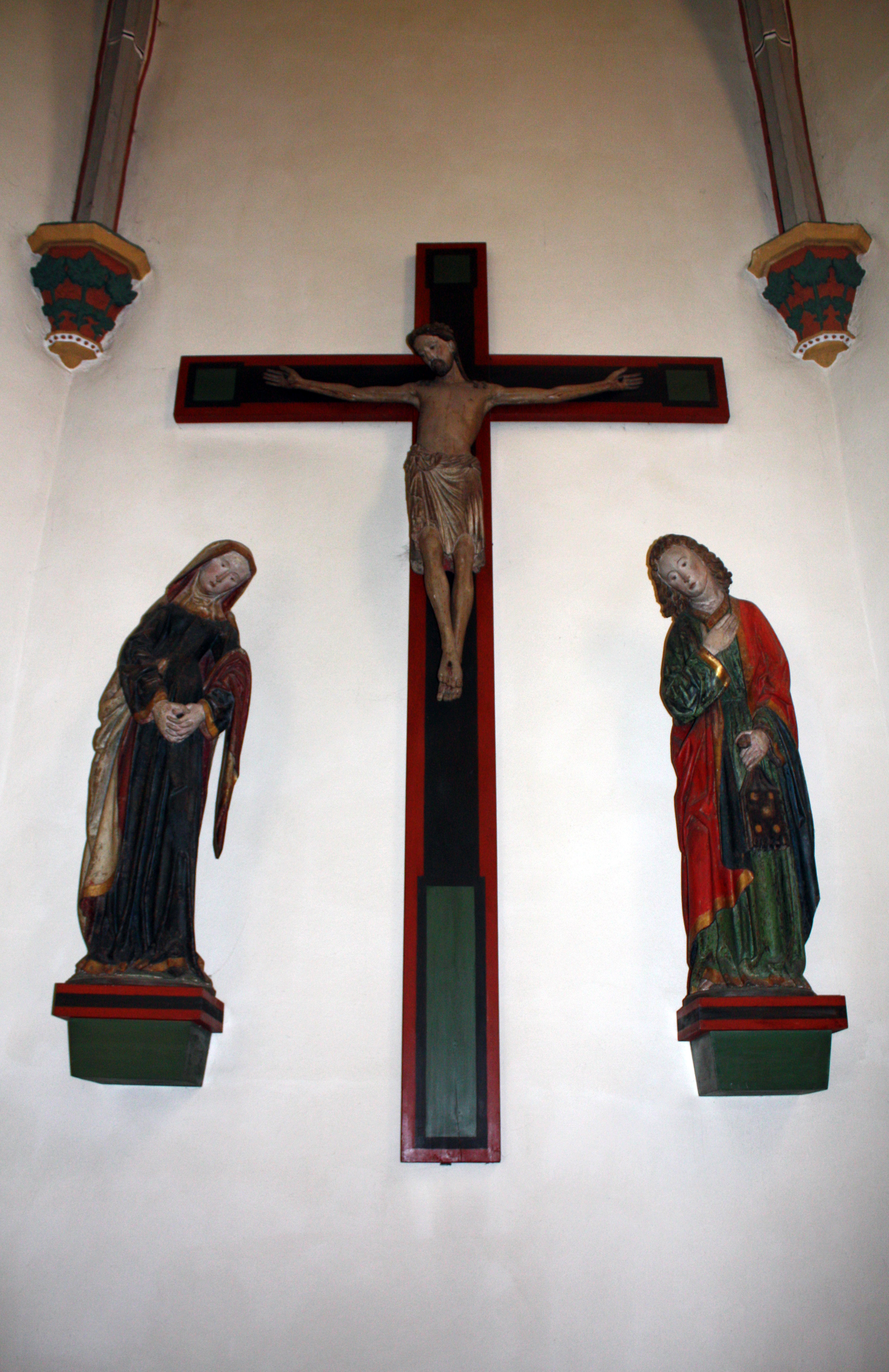
Mittelalterliche Kreuzigungsgruppe
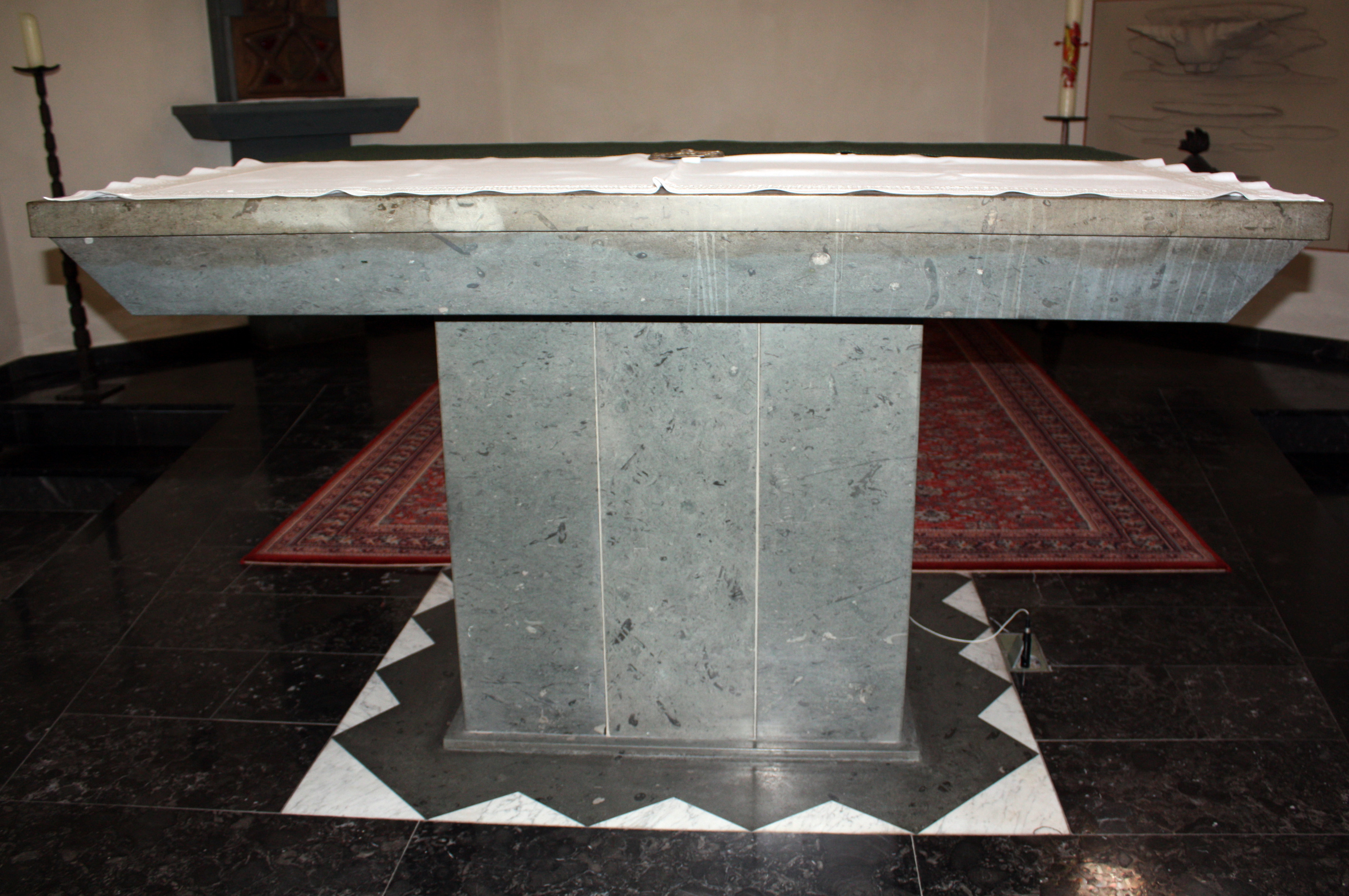
Altartisch
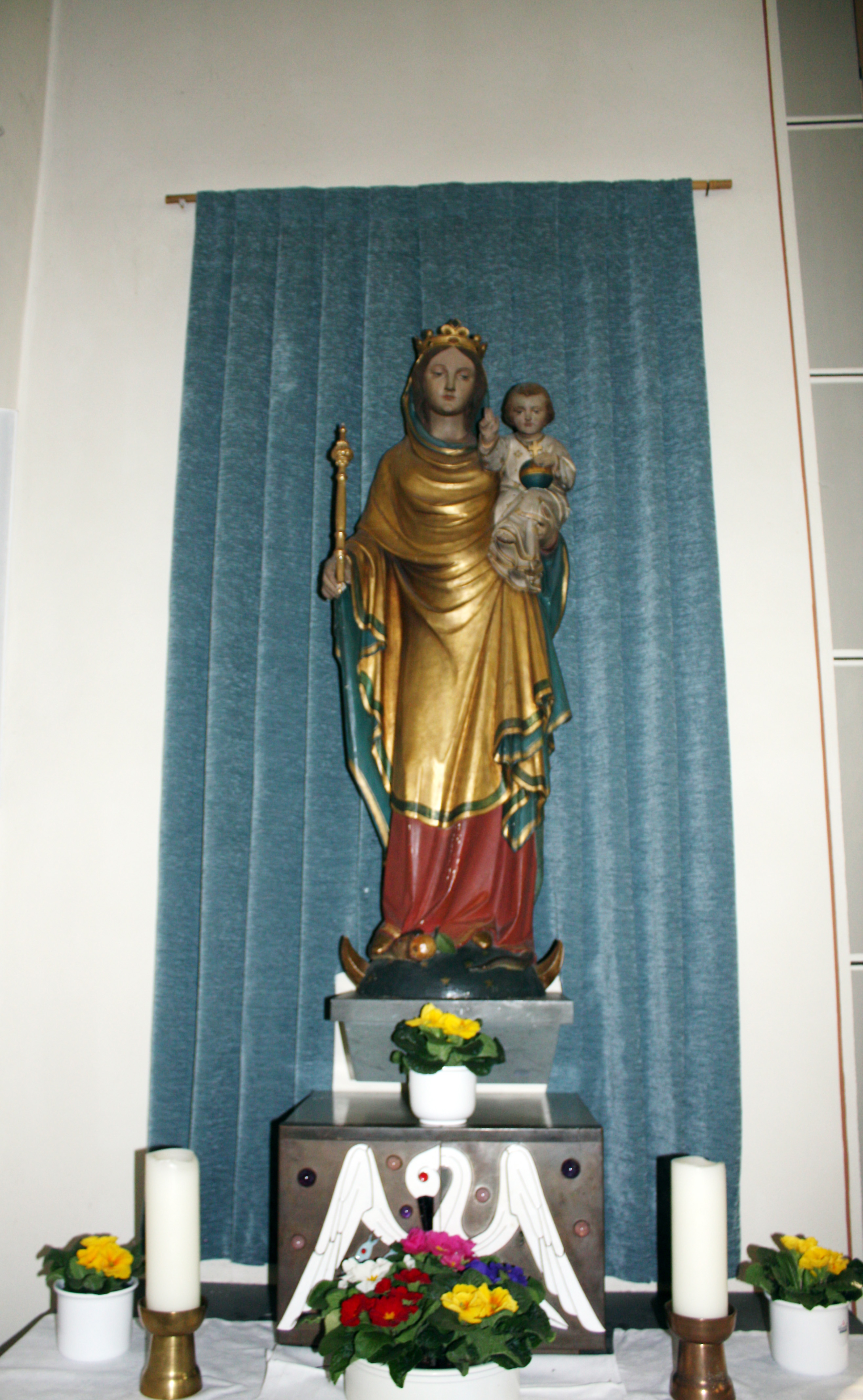
Marienaltar

Von den der mittelalterlichen Kirchentradition übernommenen Seitenaltären war einer dem heiligen Severinus und einer der Gottesmutter Maria geweiht worden. Letzterer befindet sich heute an der Ost- und Stirnseite des Langhauses, an der schmalen Wand des beginnenden Chorraumes. Er besteht aus einem schmalen Altar ohne Aufsatz über dem, vor einem schmückenden blauen Wandbehang, eine Skulptur der Maria Königin aufgestellt ist.
Den Platz des ehemaligen Severinusaltars nimmt heute ein futuristisch gestalteter Kerzenbaum ein, über dem ein gestiftetes Gemälde der Familie Spürk die Wand ziert. Diese waren die wohlhabenden Besitzer des Komarhofes, eines bis zur Säkularisation dem Kölner Stift St. Kunibert gehörenden Schwadorfer Hofgutes. Das Gemälde entstammt der Zeit um 1830 und stellt die Kreuzabnahme Jesu Christi dar. Es zeigt, wie zur damaligen Zeit von den Malern auf Wunsch ihrer Auftraggeber vorgenommen, im unteren Bereich des Bildes den Donator.

### Pfarrhaus und Kirchhof

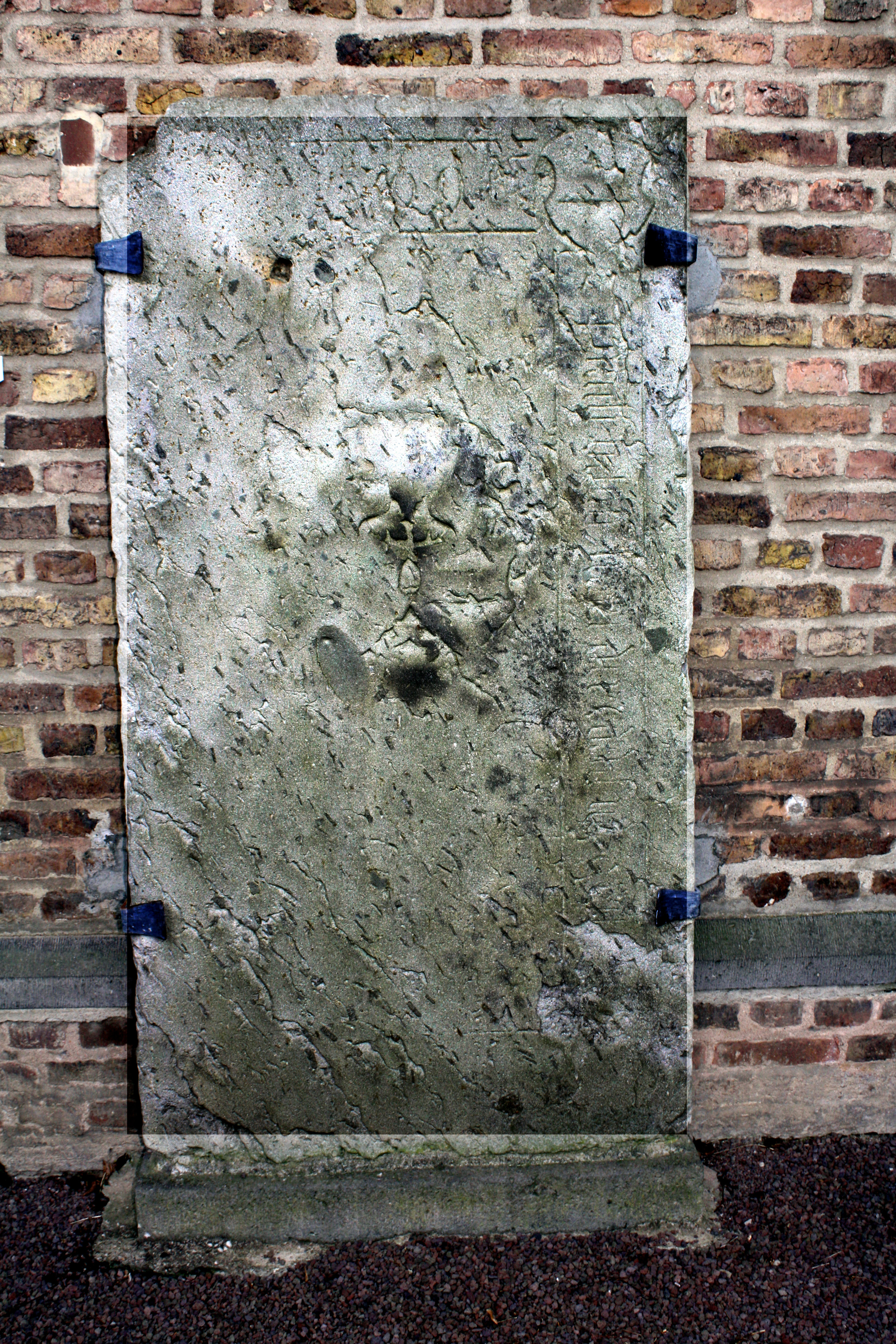
Kirchhof St. Severin. Grabtafel der Schall-von-Bell an der äußeren Chorwand (Mit Schriftbearbeitung, Original in der gallery)

Das Pastoratsgelände erstreckt sich westlich der Kirche bis zur rückwärtigen Straße „Am Falter“. Das heutige, 1863 erbaute Pfarrhaus ist, wie St. Severin, aus rotbraunem Backstein errichtet.
St. Severin liegt, umgeben von einem alten Kirchhof, auf einer leicht erhöhten Platzfläche an der Hermann-Fassbender-Straße. Neben einer Anzahl alter Grabstätten befindet sich hinter der Kirche eine verwitterte, an der Chorwand angebrachte Grabplatte. Auf dieser sind Reste des Allianzwappens der Schall von Bell zu Schwadorf und Dransdorf erkennbar. Auch ist belegt, dass der Bruder des Junkers Heinrich von Bell während eines Angriffs niederländischer Truppen im Mai 1591 zwischen Brühl und Köln erschossen und in Schwadorf bestattet wurde. Das Wappen und die wohl nicht mehr lesbare Inschrift des steinernen Grabmals erinnert an das ehemalige Adelsgeschlecht in der frühen Geschichte des Ortes.